# 덤불 속의 염소
덤불 속의 염소(영어: Ram in a Thicket)는 이라크 우르 유적지에서 발굴된 메소포타미아 문명 시기 조각품이다. 한 쌍이 발굴되어 1점은 영국 런던 대영박물관에서 우르의 깃발과 함께 전시하고 있고, 다른 1점은 미국 필라델피아의 펜실베이니아 대학교 인류고고학 박물관에서 전시하고 있다. 본 유물을 발굴한 영국 고고학자 레너드 울리는 창세기 22장 13절 이사악의 번제를 연상시키는 외형을 들어 유물명을 덤불 속의 숫양(Ram)이라 명명했으나, 실제로는 그 모습이 염소(Goat)와 더 흡사하다.